# Поцинковане
Поцинковането (също галванизация) е технологичен процес на нанасяне на тънко цинково покритие върху стоманени елементи.
Целта на поцинковането е да предотврати корозията на основния материал. Цинкът е устойчив на корозия и образува плътно покритие, изолиращо стоманата от действието на външни корозивни агенти. В допълнение, дори при нарушаване на цинковото покритие, цинкът играе ролята на анод, който продължава да предпазва стоманата от корозия.